# Hugo de Vries
Pour les articles homonymes, voir de Vries.
Hugo Marie de Vries,, en français Hugo Marie De Vries,, est un botaniste néerlandais né à Haarlem le 16 février 1848 et mort le 21 mai 1935 à Lunteren. Il invente le terme de mutation en science de l'hérédité dans son sens génétique dans le cadre de sa théorie mutationniste élaborée de 1901 à 1903.

## Biographie
Hugo de Vries est le fils aîné du président du Conseil Gerrit de Vries (1818-1900) et de Maria Everardina Reuvens (1823–1914), fille du professeur d'archéologie Caspar Reuvens. Il étudie au Gymnasium Haganum.
Sans avoir lu les conclusions de Mendel sur la transmission des caractères des plantes, il aboutit aux mêmes conclusions. Ses travaux furent publiés en 1900 à la fois en français et en allemand. Le nom de Mendel n'est pas mentionné dans les travaux en français mais dans les travaux en allemand.
En décembre 1901, Hugo de Vries met en émoi l'univers des botanistes : en isolant des variétés sauvages d'une banale herbe aux ânes (une espèce qu'il nomme Oenothera lamarckiana, mais qui devait être, en réalité, Oenothera glazioviana Micheli), il s'est aperçu que celles-ci présentaient, outre leurs variations expérimentalement observables, une série de variations brusques et discontinues, suffisamment radicales pour engendrer ce qui semble être de nouvelles espèces. Il a donc donné à ce phénomène le nom de mutation, qu'il oppose au concept de variabilité fluctuante et limitée, postulée par Darwin. Néanmoins, Hugo de Vries rejoint Charles Darwin sur un point : il estime que la sélection naturelle joue un rôle capital et justifie la survie du plus apte.
Il fut avec Carl Correns et Erich von Tschermak-Seysenegg, l'un des trois scientifiques qui redécouvrirent les lois de Mendel. Il reçoit la médaille Darwin en 1906 et la médaille linnéenne en 1929. Hugo de Vries est devenu membre étranger de la Royal Society le 11 mai 1905.

## Œuvres
- Intracellular Pangenesis (1889)
- The Mutation Theory German edition Bd. 1-2 (1901–03), English edition Volume 2 (1909–10) Retrieved 2009-08-20
- Species and Varieties: Their Origin by Mutation (1905), traduit de l'anglais par Louis Blaringhem sous le titre Espèces et variétés: leur naissance par mutation , Paris, Félix Alcan, coll. «Bibliothèque scientifique internationale» (1909)
- Plant Breeding (1907), German translation (1908)